# 芭芭拉·穆尔
芭芭拉·穆尔（英語：Barbara Moore，1957年7月27日—），新西兰女子田径运动员，主攻长跑。她曾代表新西兰参加1990年英联邦运动会田径比赛，获得女子10000米铜牌。